# Sainte Catherine (Égypte)
Pour les articles homonymes, voir Sainte Catherine (homonymie).
Sainte Catherine (également orthographiée : Sainte Katrine ; en arabe égyptien : سانت كاترين prononcé [ˈsænte kætˈɾiːn]) est une ville du gouvernorat du Sinaï Sud. Elle est située à la périphérie des montagnes El Tor, à une altitude de 1 586 m, à 120 km de Nuweiba, au pied du mont Sinaï et du monastère de Sainte-Catherine. En 1994, sa population était de 4 603 habitants. Sainte Catherine est un site du patrimoine mondial de l'UNESCO, officiellement déclaré en 2002.

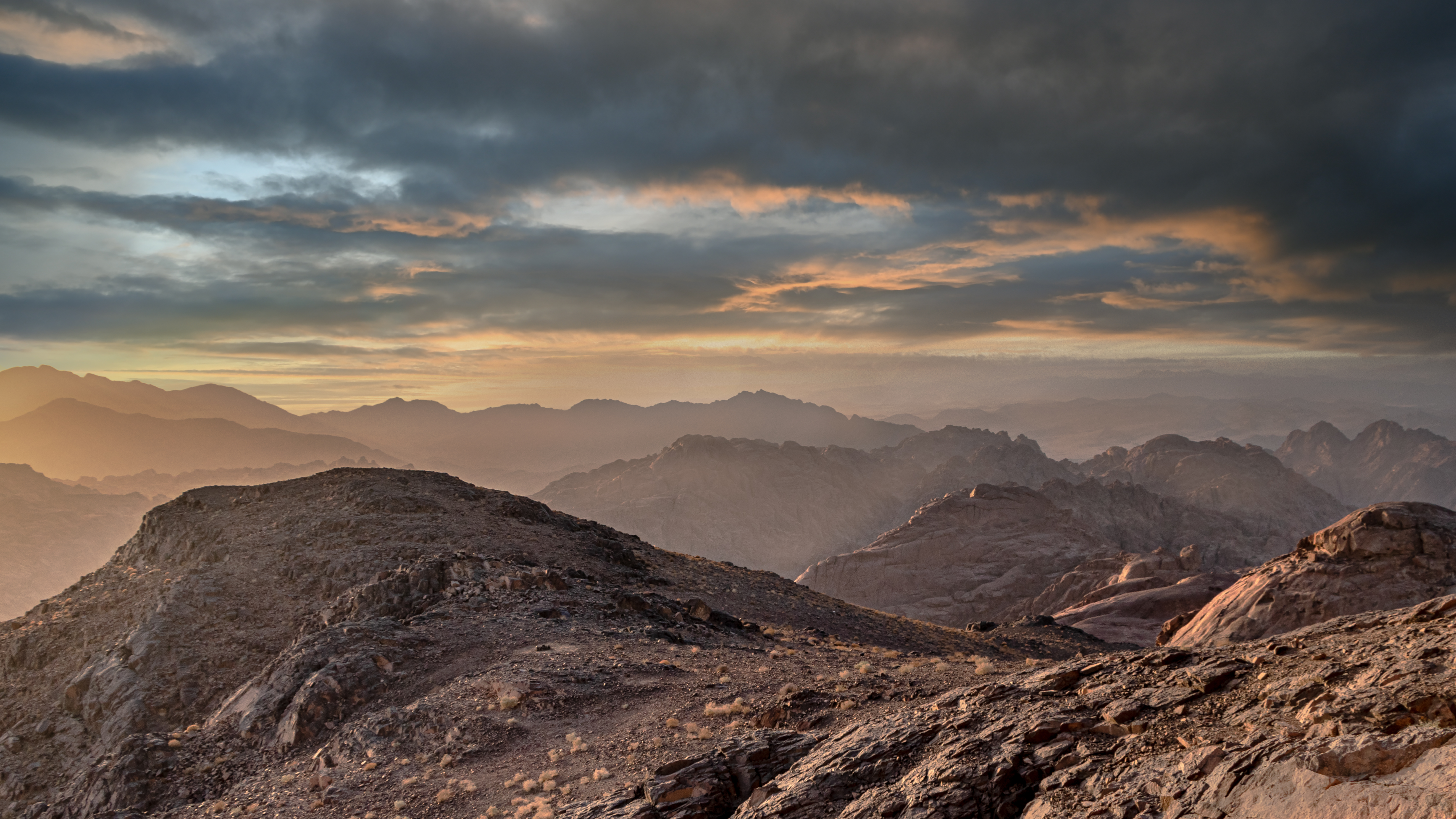
Au sommet de Jebel Abbas Basha, montagne volcanique noire à proximité de Sainte Catherine. Avril 2022.